# 北界镇 (遂昌县)
北界镇，是中华人民共和国浙江省丽水市遂昌县下辖的一个乡镇级行政单位。

## 行政区划
北界镇下辖以下地区：
大谷岭村、苏村、王坞村、北界村、周村、淤弓村、白水村、王宅桥村和登埠村。